# Eleutherodactylus karlschmidti
Espèce
Statut de conservation UICN

 CR A2ae : 
En danger critique
Eleutherodactylus karlschmidti est une espèce d'amphibiens de la famille des Eleutherodactylidae.

## Répartition
Cette espèce est endémique de Porto Rico. Elle se rencontre de 45 à 630 m d'altitude dans les ruisseaux de montagne et des chutes d’eau de la forêt nationale d'El Yunque et de la forêt d'El Verde.

## Description
Les femelles mesurent jusqu'à 80 mm.  C’est l’une des plus grandes espèces de coqui et la seconde plus grande grenouille (après le crapaud buffle) de Porto Rico.
On sait peu de choses sur son écologie et son cycle de vie. Elle est nocturne et son cri et très bruyant. Les œufs sont pondus dans des fentes ou sur des rochers. C’est une des quelques espèces de coqui à avoir des membranes entre les orteils. C’est la seule espèce à être totalement palmée.
On l'a observé pour la dernière fois en 1974 et elle a peut-être disparu à cause d'une maladie fongique : la chytridiomycose.

## Étymologie
Cette espèce est nommée en l'honneur de Karl Patterson Schmidt.

## Publication originale
- Grant, 1931 : A new frog from Porto Rico. Copeia, vol. 1931, p. 55-56.